# Kode
 For alternative betydninger, se Kode (flertydig). (Se også artikler, som begynder med Kode)
En kode er et sæt regler for konvertering af data til en anden datarepræsentation. En sådan konvertering kaldes kodning. En kode behøver ikke have til formål at skjule den givne information.

## Sproglige koder
Denne artikel er skrevet i kode for at andre skal kunne læse det – for at kommunikere. Koden kan samlet kaldes "dansk". Først er den ide, skribenten har haft med hver sætning, "kodet" i sproget dansk, hvorefter resultatet er kodet i bogstaver. Disse bogstaver er derefter kodet ind i en computer via tastaturet og transmitteret til Wikipedia.
Det gælder generelt for koder, at man bruger en kode, modtageren kan læse. Er modtageren englænder, bruger man engelsk. Programmerer (koder) man en computer, er denne modtageren, og programmeringssproget er den kode, der omsætter den idé man har til et sæt instrukser til computeren.
Der er koder, der har som formål at gøre kommunikationen generel og udbredt. Der findes forskellige forsøg på at opstille koder, alle i hele verden forstår. Et eksempel er Volapük. Ud fra talemåden: ”Det er dog det rene volapyk!” forstår man umiddelbart, at indførelsen af sådanne koder ikke nødvendigvis har succes.
Nogle koder bruges med det formål at kunne kommunikere til en mere snæver målgruppe. Juridisk udtryksform er et eksempel på en anvendelse, hvor entydigheden rendyrkes. I dette ligner den programmer til en computer: Anvendelsen støtter sig til logik. Der er regler for, hvordan ord kædes sammen, og der er navne for de enkelt dele og navne på det, de bliver til, f.eks. sætninger. Hensigten er, at uanset hvem, der læser koden, giver den samme mening. Hvis forskellige mennesker ender med en forskellig opfattelse, når de læser koden, er det en dårlig kodning, hvis formålet er entydighed.
I andre sammenhænge kan det tilstræbes, at koden giver en oplevelse, som ligger ud over selve det umiddelbare indhold: et digt for eksempel. Her er (mindst) to kodesæt pakket ind i hinanden; dels omsættelsen af digterens tanker til metaforer og lignende, dels den rene omsættelse af disse til skrift- eller talesprog.
Det er ikke alle, der forstår et digt. Meget ofte får man som kommentar, at det heller ikke er nødvendigt, det er oplevelsen, det kommer an på. Det accepteres, at forskellige mennesker kan have forskellige oplevelser. Denne form for kodning er en "oplevelseskodning". Den er diffus og individuelt betonet og ligger langt fra "maskinkodningen".

## Sociale koder
I forlængelse af sproglige koder finder man "sociale koder". Sociale koder kan beskrives som de uskrevne regler, der styrer menneskers omgang med hinanden. Sociale koder kan gøre det svært for udefra kommende at begå sig, hvilket ses i utallige sammenhænge lige fra universitetsmiljøer til udlændinge, der ikke er bekendt med den danske kultur.

## Kodning i kryptologi
Andre typer af koder sigter på at gøre koden ulæselig for andre end modtageren. Ved anvendelse af en kodebog kan man omforme de enkelte ord til det tilsvarende kodeord, hvorved teksten bliver meningsløs for andre end den, der kender koden (typisk modtageren af en meddelelse).

## Fejlkorrigerende koder
Visse koder, de såkaldte fejlkorrigerende koder er designet til at gøre datatransmission mere robust. Dette gøres ved på en omhyggeligt gennemtænkt måde at indsætte redundans i det kodede resultat. Dette gør det muligt for modtageren at detektere, om der er fejl i den modtagne kode og måske endda rette de detekterede fejl.

## DNA koden
Den vigtigste kode af alle består af kun fire elementer: Organiske baser, der ligger i forlængelse af hinanden, parallelt (fagordet er antiparallelt) med en anden linje af tilsvarende opbygning. Rækken af baser har form som en spiral, og når der er to rækker, så altså en dobbeltspiral. Dette er en primitiv beskrivelse af DNA, arvematerialet, som bl.a. danner grundlag for udformningen af det enkelte menneske. En kortlægning af samtlige sekvenser af disse organiske baser kaldes "Det menneskelige genom". Man kan således sige, at lige som computeren er mennesket (og alt liv) i grunden digitalt!
I computerverdenen benyttes kun to elementer, typisk repræsenteret som 0 og 1. Hos mennesket findes altså fire basiselementer. Kombinationen af nuller og ettaller på passende vis, udgør en repræsentation af al information i computerverdenen, lige som kombinationen af de fire baser på passende vis udgør en repræsentation af alt liv.